# Lutz Landgraf (Handballtrainer)
Lutz Landgraf (* 1950) ist ein deutscher Handballtrainer und ehemaliger -spieler.

## Leben
Landgraf spielte Handball in Oberliga der Deutschen Demokratischen Republik. Er studierte an der Deutschen Hochschule für Körperkultur (DHfK) in Leipzig, seine 1974 vorgelegte Diplomarbeit trug den Titel „Untersuchungen zur Abwehrarbeit bei Jungen der 4. Klasse im Hallenhandball“. Von 1977 bis 1980 war er an der DHfK als Wissenschaftlicher Mitarbeiter der Forschungsgruppe Handball tätig.
Zu Beginn der 1970er Jahre begann er seine Trainerlaufbahn, in der er sich insbesondere in der Nachwuchsarbeit und Talentförderung einen Namen machte. In der DDR war Landgraf unter anderem als Trainer und Referent beim DHV sowie als Trainer am Bezirkstrainingszentrum in Halle und in der Oberliga bei Einheit Halle-Neustadt beschäftigt. Für den europäischen Handballverband EHF war er als Referent tätig. Nach der Wende arbeitete er als Trainer beim Badischen Handball-Verband, war von 1990 bis 1992 beim Deutschen Handballbund (DHB) als Referent für Breitensport und später für Entwicklung tätig. Er wurde als Dozent bei DHB-Trainerfortbildungen eingesetzt. Beim DHB übernahm er zudem im Nachwuchsbereich Aufgaben als Honorartrainer, betreute die DHB-Sportfördergruppe und war von 1999 bis 2001 Trainer der deutschen Bundeswehr-Nationalmannschaft, mit der er 2001 bei der Militärweltmeisterschaft den dritten Platz erreichte.
Er erarbeitete Konzepte für Vereine, darunter SG Leutershausen, HSG Mannheim, BSV Limbach sowie für die Nachwuchsförderung der SG Kronau-Östringen. In der Handballlehre entwickelte Landgraf Übungs- und Spielformen und war an der Erstellung von Lehrmaterial zur Trainerausbildung beteiligt. Er veröffentlichte mehrere Aufsätze in der Fachzeitschrift Handballtraining, unter anderem über den Minihandball in der DDR, weitere Themen der Jugendarbeit, Maßnahmen und Strukturen der Talentförderung sowie Übungs- und Spielformen.
Landgraf war unter anderem an der Ausbildung von Nationalspielern wie Steffen Stiebler, Christian Zeitz und Uwe Gensheimer beteiligt. Bei Vereinen führte er mit seiner Handballschule Nachwuchsfördermaßnahmen und Jugendtrainingslager durch, unter anderem beim SV Schermbeck, der SG Ottersheim-Bellheim-Zeiskam, USV Halle, beim SC Lippstadt und in Meran (Südtirol).